# Tobruk (film 2008)
Tobruk – czesko-słowacki dramat wojenny z 2008 roku w reżyserii Václava Marhoula. Adaptacja klasycznej amerykańskiej powieści Szkarłatne godło odwagi z 1895 roku autorstwa Stephena Crane'a. Akcję przeniesiono do Afryki Północnej czasów II wojny światowej. Zdjęcia kręcono w Tunezji.

## Opis fabuły
Rok 1941. Młody czeski żołnierz Jiří Pospíchal trafia do Libii, gdzie służąc w 11 Czechosłowackim Batalionie Piechoty – Wschód ma bronić obleganego przez Niemców i Włochów miasta Tobruk. Chłopak nie jest w stanie poradzić sobie z brutalnością i ciężkimi warunkami. Permanentny stan zagrożenia i wszechobecna śmierć wywierają trwałe piętno na jego psychice.

## Obsada
- Jan Meduna jako szeregowy Pospíchal
- Petr Vanek jako szeregowy Lieberman
- Robert Nebřenský jako kapral Kohák
- Krystof Rímský jako szeregowy Kutina

i inni